# Julianabrug (Minstroom)
De Julianabrug is een monumentale brug in de Nederlandse stad Utrecht.
Ze overspant de Minstroom en vormt een verbinding tussen de Adriaen van Ostadelaan en de Julianalaan. Het betreft een vaste brug met beperkte doorvaarthoogte. De gebruikte materialen zijn ijzer/staal, natuursteen en baksteen. De Julianabrug is een gemeentelijk monument. De brug dateert uit het eerste kwart van de 20e eeuw en bevat elementen die in jugendstil zijn vormgegeven. In 2012 werden de fundering en het brugdek vernieuwd.
De noordoostelijker gelegen Colignybrug heeft een soortgelijke vormgeving als de Julianabrug.

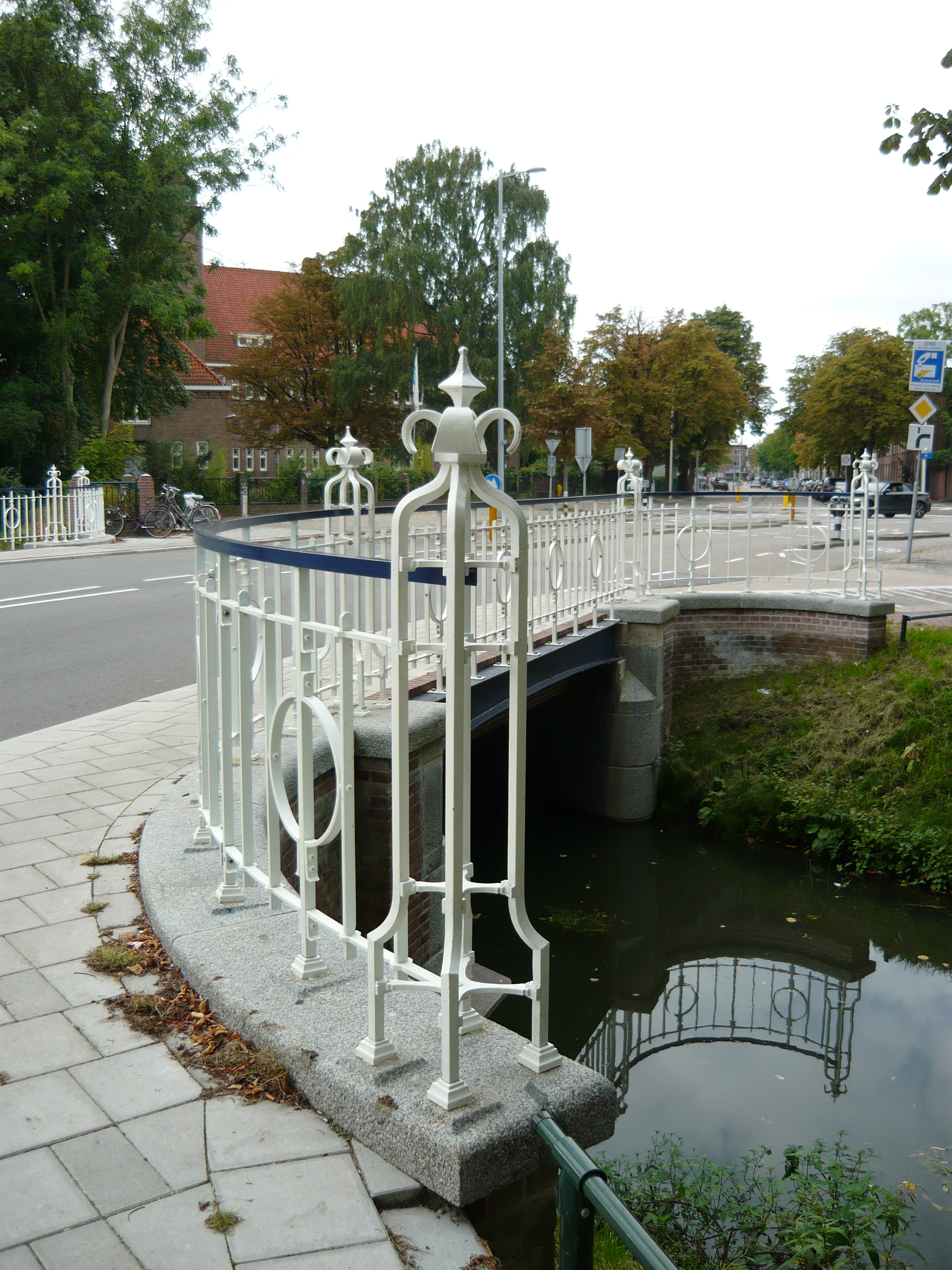
Deel van de Julianabrug met onder meer de balustrade.